# Jah Hut jezik
Jah Hut jezik (jah het; ISO 639-3: jah), aslijski jezik šire mon-khmerske skupine kojim govore pripadnici plemena Jah Hut u unutrašnjosti Malajskog poluotoka, Malezija. Među aslijskim jezicima čini posebnu podskupinu čiji je jedini i istoimeni predstavnik. Govori ga oko 5 100 (2003 COAC) od ukupno 2 442 (2000 D. Bradley) etnička Jah Huta.
Postoji nekoliko dijalekata: kerdau, krau, ketiar krau (tengganu), kuala tembeling, pulau guai, ulu ceres (cheres) i ulu tembeling.

## Vanjske poveznice
- Ethnologue (14th)
- Ethnologue (15th)